# Pycnogaster graellsii
Pycnogaster graellsii är en insektsart som beskrevs av Bolívar, I. 1873. Pycnogaster graellsii ingår i släktet Pycnogaster och familjen vårtbitare. Inga underarter finns listade i Catalogue of Life.